# バスケットボール選手一覧
バスケットボール選手一覧（バスケットボールせんしゅいちらん） : バスケットボールの選手の、姓の五十音順の一覧。

## アメリカ大陸 (FIBAアメリカ)

### 北アメリカ

#### カナダ
- カール・イングリッシュ (Carl English)
- サミュエル・ダランベア (Samuel Dalembert)
- ジャマール・マグロア (Jamaal Magloire)
- スティーブ・ナッシュ (Steve Nash)
- トッド・マカロック (Todd MacCulloch)
- ビル・ウェニントン (Bill Wennington)
- リック・フォックス (Rick Fox)
- アンソニー・ベネット (Anthony Bennett)
- コーリー・ジョセフ (Cory Joseph)
- トリスタン・トンプソン (Tristan Thompson)
- ケリー・オリニク (Kerry Olynyk)
- アンドリュー・ウィギンス (Andrew Wiggins)
- ドワイト・パウエル (Dwight Powell)
- トレイ・ライルズ (Trey Lyles)
- ジャマール・マレー (Jamal Murray)
- ディロン・ブルックス (Dillon Brooks)
- クリス・ブーシェ (Chris Boucher)
- ニキール・アレクサンダー＝ウォーカー (Nickeil Alexander-Walker)
- RJ・バレット (RJ Barrett)
- ブランドン・クラーク (Brandon Clarke)
- シェイ・ギルジャス＝アレクサンダー (Shai Gilgeous-Alexander)
- ルゲンツ・ドート (Luguentz Dort)
- ベネディクト・マサリン (Bennedict Mathurin)

#### メキシコ
- エドアルド・ナヘラ (Eduardo Nájera)

### 中央アメリカ

#### ベリーズ
- Noel Felix（英語版）
- Marlon Garnett（英語版）

#### コスタリカ
- Mijal Hines Cuza（英語版）

#### パナマ
- エド・コータ (Ed Cota)
- ディオニシオ・ゴメス (Dionisio Gómez)
- ジェイム・ジョレーダ (Jaime Lloreda)

### バハマ諸島

#### バハマ
- リック・フォックス (Rick Fox)
- マグナム・ロール (Magnum Rolle)

### 大アンティル諸島

#### キューバ
- レイナルド・ガルシア (Reynaldo García Zamora)
- ラザロ・ボレル (Lazaro Borrell)
- Yudit Abreu（英語版）
- Yudith Águila（英語版）

#### ジャマイカ
- パトリック・ユーイング (Patrick Ewing)
- ジェローム・ジョーダン (Jerome Jordan)
- ケビン・ヤング (Kevin Young)
- ニック・リチャーズ (Nick Richards)

#### ハイチ
- ボビー・セントプルー (Bobby St. Preux)
- サミュエル・ダランベア (Samuel Dalembert)
- スカル・ラビシエ (Skal Labissière)

#### ドミニカ共和国
- フランシスコ・ガルシア (Francisco Garcia)
- アル・ホーフォード (Al Horford)
- カール＝アンソニー・タウンズ (Karl-Anthony Towns)
- クリス・ドゥアルテ (Chris Duarte)

#### プエルトリコ
- エリアス・アユソー (Elias Ayuso)
- カルロス・アローヨ (Carlos Arroyo)
- ホセ・オルティス (José Ortiz)
- ダニエル・サンティアゴ (Daniel Santiago)
- J・J・バレア (J. J. Barea)
- ピーター・ラモス (Peter Ramos)

### 小アンティル諸島

#### アメリカ領ヴァージン諸島
- ティム・ダンカン (Tim Duncan)
- ラジャ・ベル (Raja Bell)

#### アンティグア・バーブーダ
- Kurt Looby（英語版）

#### グアドループ
- Rodrigue Beaubois（英語版）
- Mickaël Gelabale（英語版）

#### ドミニカ国
- Garth Joseph（英語版）

#### マルティニーク
- Félix Courtinard（英語版）
- Sandra Dijon（英語版）

#### バルバドス
- ディーン・ブラウン (Dean Browne)

#### セントビンセント・グレナディーン
- アドナル・フォイル (Adonal Foyle)
- アレックス・フォイル (Alexus Foyle)
- ソフィア・ヤング (Sophia Young)

#### トリニダード・トバゴ
- ケン・チャールズ (Ken Charles)
- ジュリアス・アシュビー (Julius Ashby)

### 南米

#### アルゼンチン
- ルーベン・ウォルコースキー (Rubén Wolkowyski)
- ウォルテル・エルマン (Wálter Herrmann)
- ファブリシオ・オベルト (Fabricio Oberto)
- ペペ・サンチェス (Pepe Sánchez)
- マヌ・ジノビリ (Manu Ginóbili)
- ルイス・スコラ (Luis Scola)
- カルロス・デルフィーノ (Carlos Delfino)
- アンドレス・ノシオーニ (Andrés Nocioni)

#### ウルグアイ
- エステバン・バティスタ (Esteban Batista)

#### ガイアナ
- ゴードン・ジェームス (Gordon James)

#### コロンビア
- ビットル・アルフォンソ・アリサ (Victor Alfonso ARIZA)

#### ブラジル
- ジャネス・アルカイン (Janeth Arcain)
- ラファエル・アラウージョ (Rafael Araújo)
- アレックス・ガルシア (Alex Garcia)
- オスカー・シュミット (Oscar Schmidt)
- ジャイアント・シルバ (Giant Silva)
- ティアゴ・スプリッテル (Tiago Splitter)
- リアンドロ・バルボサ (Leandro Barbosa)
- アンダーソン・ヴァレジャオ (Anderson Varejão)
- アドリアーナ・ピント (Adriana Pinto)
- ネネイ (Nenê)
- ルーカス・ノゲイラ (Lucas Nogueira)
- レオナルド・メインデル (Léonardo Meindl)

#### ベネズエラ
- グレゴリー・エチェニケ (Gregory Echenique)
- オスカー・トーレス (Óscar Torres)
- グレイヴィス・ヴァスケス (Greivis Vásquez)
- カール・ヘレラ (Carl Herrera)
- リチャード・ルーゴ (Richard Lugo)

#### パラグアイ
- Silvio Benítez（英語版）
- Arnoldo Penzkofer（英語版）

#### ペルー
- Manuel Arce（英語版）
- Juan Luis Cipriani Thorne（英語版）

#### チリ
- Ziomara Morrison（英語版）
- Álvaro Salvadores（英語版）

#### スリナム
- Sergio de Randamie（英語版）

## アジア (FIBAアジア)

### 東アジア

#### 中華人民共和国
- 易建聯（Yi Jianlian）
- 薛玉洋（Xue Yuyang）
- 鄭海霞（Zheng Haixia）
- 隋菲菲（Sui Feifei）
- 宋燕忻（Song Yanxin）
- 孫悦（Sun Yue）
- 孫明明（Sun Mingming）
- 唐正東（Tang Zhengdong）
- 陳江華（Chen Jianghua）
- 陳楠（Chen Nan）
- 胡衛東（Hu Weidong）
- 霍楠（Huo Nan）
- 馬健（Ma Jian）
- 苗立杰（Miao Lijie）
- 穆鉄柱（Mu Tiezhu）
- 巴特爾（Mengke Bateer）
- 莫科（Mo Ke）
- 劉煒（Liu Wei）
- 劉暁宇（Liu Xiaoyu）
- 姚明（Yao Ming）
- 王偉嘉（Wang Weijia）
- 王治郅（Wang Zhizhi）
- 王立彬（Wang Libin）
- 王哲林（Wang Zhelin)

#### 大韓民国
- 李玉慈（イ・オクチャ）
- 李政濬（イ・ジョンジュン）
- 李忠煕（イ・チュンヒ）
- 陰承民（ウン・スンミン）
- 金鋳城（キム・ジュソン）
- 金東光（キム・ドングァン）
- 金裕宅（キム・ユテク）
- ジョ・イウル
- 鄭先民（チョン・ソンミン）
- 全希哲（チョン・ヒチョル）
- 河恩珠（ハ・ウンジュ）
- 河昇鎭（ハ・スンジン）
- 朴宰賢 (パク・ジェヒョン)
- 方成允（パン・ソンユン）
- 韓在奎（ハン・チュギュ）
- 許載（ホ・ジェ）
- 文泰鐘（ムン・テジョン）
- ヤン・ジェミン

#### 台湾
- 周俊三（Chou Chun-san）
- 鄭志龍（Cheng Chih-lung）
- 羅興樑（Lo Hsing-liang）
- 陳信安（Chen Hsin-an)
- 曾文鼎（Tseng Wen-ting）
- 田塁（Tien Lei）
- 林志傑（Lin Chih-chieh）
- 曾祥鈞（Tseng Hsiang-chun）
- 游艾喆（Ai-Che Yu）
- ガディアガ・モハマド・アルバシール（Mohammad Al Bachir Gadiaga）
- 包喜樂（Bao Hsi-le）
- 銭薇娟（Chien Wei-chuan）

#### モンゴル
- ツェレンジャンカラ・シャラブジャムツ (Tserenjanhar Sharavjamts)

#### 朝鮮民主主義人民共和国
- 白慶花 (Paek Kyong Hwa)
- 李明勲 (Ri Myong Hun)

### 東南アジア

#### フィリピン
- ジャペ・アギラー (Japeth Aguilar)
- ボグズ・アドルナド (Bogs Adornado)
- ジミー・アラパグ (Jimmy Alapag)
- チャド・アロンゾ (Chad Alonzo)
- ポール・アルバレス (Paul Alvarez)
- ケリー・ウィリアムズ (Kelly Williams)
- アラン・カイディック (Allan Caidic)
- マーク・カグイオア (Mark Caguioa)
- ジェイソン・カストロ (Jason Castro)
- ジョーダン・クラークソン (Jordan Clarkson)
- ジェリー・コディネラ (Jerry Codiñera)
- ダニー・セーグル (Danny Seigle)
- カイ・ソット (Kai Sotto)
- カール・タマヨ (Carl Tamayo)
- ボエット・バウチスタ (Boyet Bautista)
- レイ・パークスジュニア (Bobby Ray Parks Jr.)
- カルロス・バディオン (Carlos Badion)
- コービー・パラス (Kobe Paras)
- ビンス・ヒゾン (Vince Hizon)
- ダリル・ペピト (Daryl Pepito)
- アル・ベルガーラ (Al Vergara)
- エリック・メンク (Eric Menk)
- マシュー・ライト (Matthew Wright)
- ジョジョ・ラスティモサ (Jojo Lastimosa)
- キーファー・ラベナ (Kiefer Ravena)
- サーディ・ラベナ (Thirdy Ravena)
- ドワイト・ラモス (Dwight Ramos)
- サムボーイ・リム (Samboy Lim)
- カルロス・ロイザガ (Carlos Loyzaga)

#### タイ
- ラデック・クルアティワ (J.O. Ratdech Kruatiwa)

#### ブルネイ
- 呉尊 (Wu Zun)

#### インドネシア
- Ary Chandra（英語版）
- Ferdinand Damanik（英語版）
- ブランドン・ジャワト (Brandon Jawato)

### 南アジア

#### インド
- アンモールプリート・コール (Anmolpreet Kaur)
- ギーティカー・スリバスタバ (Gitika Srivastava)
- アジメール・シン・チョプラ (Ajmer Singh Chopr)
- ソジャシンガラヤー・ロビンソン（英語版） (Sozhasingarayer Robinson)

### 中央アジア

#### ウズベキスタン
- セルゲイ・カラウロフ (Sergey Karaulov)

#### イラン
- アイディン・ニックハ・バーラミ (Aidin Nikkhah Bahrami)
- ハメッド・ハッダディ (Hamed Haddadi)
- ジャベル・ルズバハニ (Jaber Rouzbahani)

#### カザフスタン
- ヴラディミール・コウネソォフ
- アントン・ポノマレフ (Anton Ponomarev)

### 西アジア

#### レバノン
- ファディ・エル・ハティブ (Fadi El Khatib)
- ロニー・サイカリー (Rony Seikaly)

#### カタール
- ヤシーン・イスマイル (Yaseen Ismail)

#### アラブ首長国連邦
- Younis Khamis（英語版）
- Jasim Mohamed（英語版）

#### ヨルダン
- Islam Abbas（英語版）
- Zaid Abbas（英語版）

#### クウェート
- Mohammad Ashkanani（英語版）
- Faisal Buressli（英語版）

#### パレスチナ
- Islam Abbas（英語版）
- Jamal Abu-Shamala（英語版）

#### サウジアラビア
- Ahmed Samater（英語版）

#### シリア
- Abdulwahab Al-Hamwi（英語版）
- Michael Madanly（英語版）

## オセアニア (FIBAオセアニア)

### オーストラリア
- ジョシュ・ギディー (Josh Giddey)
- ニック・ケイ (Nick Kay)
- アンドリュー・ゲイズ (Andrew Gaze)
- ベン・シモンズ (Ben Simmons)
- ローレン・ジャクソン (Lauren Jackson)
- ダニエル・ジョンソン (Daniel Jonson)
- ダイソン・ダニエルズ (Dyson Daniels)
- サムソン・フローリング（Samson Froling)
- アンドリュー・ボーガット (Andrew Bogut)
- パティ・ミルズ (Patty Mills)
- ブロック・モータム (Brock Motum)
- ルーク・ロングリー (Luc Longley)

### ニュージーランド
- スティーブン・アダムズ (Steven Adams)
- カーク・ペニー (Kirk Penney)
- ショーン・マークス (Sean Marks)

### フィジー
- Mika Vukona（英語版）
- Mekeli Wesley（英語版）
- Mikaelar Whippy（英語版）

### サモア
- Bubba Lau'ese（英語版）
- Mekeli Wesley（英語版）

## ヨーロッパ (FIBAヨーロッパ)

### 北ヨーロッパ

#### アイスランド
- ヨン・ステファンソン (Jón Stefánsson)
- ペートゥル・グズムンドソン (Pétur Guðmundsson)

#### アイルランド
- Cal Bowdler（英語版）
- Bryan Bracey（英語版）

#### イギリス
- ジョン・アミーチ (John Amaechi)
- OG・アヌノビー (OG Anunoby)
- ケレンナ・アズバイク (Kelenna Azubuike)
- ベン・ゴードン (Ben Gordon)
- ルオル・デン (Luol Deng)

#### エストニア
- Kristo Aab（英語版）
- Vallo Allingu（英語版）

#### スウェーデン
- ヨナス・イェレブコ (Jonas Jerebko)
- クリスチャン・マラカー (Christian Maråker)
- ボビ・クリントマン（英語版）
- ペル・ラーソン（英語版）

#### デンマーク
- クリスチャン・ドライヤー (Christian Drejer)

#### ノルウェー
- Torgeir Bryn（英語版）
- Terrence Oglesby（英語版）

#### フィンランド
- ペッテリ・コポネン (Petteri Koponen)
- レオ＝ペッカ・タハティ (Leo-Pekka Tähti)
- ラウリ・マルカネン (Lauri Markkanen)
- アレックス・マーフィー (Alex Murphy)

#### ラトビア
- アンドリス・ビエドリンシュ (Andris Biedriņš)
- クリスタプス・ポルジンギス (Kristaps Porziņģis)
- ウリャーナ・セミョーノヴァ （Ul'yana Semyonova)

#### リトアニア
- マルティーナス・アンドリュシュケヴィチュス (Martynas Andriuškevičius)
- ジードルーナス・イルガウスカス (Žydrūnas Ilgauskas)
- シャルーナス・ヴァシリャウスカス (Šarūnas Vasiliauskas)
- ヨナス・ヴァランチューナス (Jonas Valančiūnas)
- ヨナス・カズラウスカス (Jonas Kazlauskas)
- マンタス・カルニエティス (Mantas Kalnietis)
- ミンダウガス・クズミンスカス (Mindaugas Kuzminskas)
- アルトゥーラス・グダイティス (Arturas Gudaitis)
- マリュス・グリゴニス (Marius Grigonis)
- リマス・クルティナイティス (Rimas Kurtinaitis)
- リナス・クレイザ (Linas Kleiza)
- アルヴィーダス・サボニス (Arvydas Sabonis)
- ドマンタス・サボニス (Domantas Sabonis)
- ラムーナス・シシュカウスカス (Ramūnas Šiškauskas)
- エウレリユス・ジュカウスカス (Eurelijus Žukauskas)
- ユルギタ・シュトレイミキーテ (Jurgita Štreimikytė)
- アンタナス・シレイカ (Antanas Sireika)
- レナルダス・セイブティス (Renaldas Seibutis)
- ダリュス・ソンガイラ (Darius Songaila)
- ヨナス・マチュリス (Jonas Mačiulis)
- アルヴィーダス・マツィヤウスカス (Arvydas Macijauskas)
- シャルーナス・マルチュリョニス (Šarūnas Marčiulionis)
- アルトゥーラス・ミラクニス (Artūras Milaknis)
- ドナタス・モティエユーナス (Donatas Motiejūnas)
- シマス・ヤサイティス (Simas Jasaitis)
- シャルーナス・ヤシケヴィチュス (Šarūnas Jasikevičius)
- ロベルタス・ヤフトカス (Robertas Javtokas)
- クシシュトフ・ラヴリノヴィチ (Kšyštof Lavrinovič)
- ダリウシュ・ラヴリノヴィチ (Darjuš Lavrinovič)

### 西ヨーロッパ

#### オーストリア
- Davor Lamesic（英語版）
- Moritz Lanegger（英語版）
- ヤコブ・パートル (Jakob Pöltl)

#### オランダ
- ダン・ガズリッチ (Dan Gadzuric)
- リック・スミッツ (Rik Smits)
- フランシスコ・エルソン (Francisco Elson)

#### スイス
- クリント・カペラ (Clint Capela)
- ターボ・セフォロシャ (Thabo Sefolosha)
- キーショーン・ジョージ (Kyshawn George)

#### ドイツ
- アデモラ・オクラジャ (Ademola Okulaja)
- ショーン・ブラッドリー (Shawn Bradley)
- ダーク・ノヴィツキー (Dirk Nowitzki)
- デトレフ・シュレンプ (Detlef Schrempf)
- ダニエル・タイス (Daniel Theis)
- デニス・シュルーダー (Dennis Schröder)
- モリツ・ワグナー (Moritz Wagner)
- フランツ・ワグナー (Franz Wagner)
- トリスタン・ダ・シウバ (Tristan da Silva)

#### ベルギー
- アクセル・エルベレ (Axel Hervelle)
- D・J・ベンガ (D. J. Mbenga)
- エイジェイ・ミッチェル (Ajay Mitchell)

#### ルクセンブルク
- アルヴィン・ジョーンズ (Alvin Jones)

### 東ヨーロッパ

#### アルメニア
- Armenak Alachachian（英語版）
- Aren Davoudi（英語版）

#### アゼルバイジャン
- Orhan Aydın（英語版）
- Rasim Başak（英語版）

#### ウクライナ
- スタニスラヴ・メドベデンコ (Stanislav Medvedenko)
- ヴィタリー・ポタペンコ (Vitaly Potapenko)
- アレックス・レン (Alex Len)
- スビ・ミハイリュク (Svi Mykhailiuk)

#### ジョージア
- ザザ・パチュリア (Zaza Pachulia)
- サンドロ・マムケラシュビリ (Sandro Mamukelashvili)
- ゴガ・ビターゼ (Goga Bitadze)

#### スロバキア
- Michal Čekovský（英語版）
- Slávka Frniaková（英語版）

#### チェコ
- トマシュ・サトランスキー (Tomáš Satoranský)
- ジョージ・ジデック (George Zídek)
- ヴィト・クレイチ (Vít Krejčí)

#### ハンガリー
- ロスコ・アレン（Rosco Allen）
- コーネール・デーヴィッド (Kornél Dávid)

#### ブルガリア
- Dimitar Angelov（英語版）
- Bozhidar Avramov（英語版）

#### ベラルーシ
- ウラジミール・ヴェレミエンコ (Vladimir Veremeenko)

#### ポーランド
- マルチン・ゴルタット（Marcin Gortat）
- マウゴジャータ・ディデック (Małgorzata Dydek)
- ジェレミー・ソーハン（Jeremy Sochan）

#### ルーマニア
- Antonio Alexe（英語版）
- ゲオルゲ・ムレシャン (Gheorghe Mureșan)
- Cătălin Burlacu（英語版）

#### ロシア
- アンドレイ・キリレンコ (Andrei Kirilenko)
- ティモフェイ・モズコフ (Timofey Mozgov)
- セルゲイ・モニア (Sergei Monia)

### 南ヨーロッパ

#### アルバニア
- Ermal Kuqo（英語版）
- Eni Llazani（英語版）

#### イタリア
- アンドレア・バルニャーニ (Andrea Bargnani)
- ジャンルカ・バジーレ (Gianluca Basile)
- マルコ・ベリネッリ (Marco Belinelli)
- ダニーロ・ガリナリ (Danilo Gallinari)
- シモーネ・フォンテッキオ (Simone Fontecchio)

#### キプロス
- Antreas Christodoulou（英語版）
- Dragan Raca（英語版）

#### ギリシャ
- タナシス・アデトクンボ (Thanasis Antetokounmpo)
- ヤニス・アデトクンボ (Giannis Antetokounmpo)
- コスタス・アデトクンボ (Kostas Antetokounmpo)
- アレックス・アデトクンボ (Alex Antetokounmpo)
- アンドレアス・グリニアダキス (Andreas Glyniadakis)
- アレクサンドロス・スコーツァニーティス (Alexandros Schortsianitis)
- ヴァシレイオス・スパヌリス (Vassilis Spanoulis)
- セオドロス・パパルーカス (Theodoros Papaloukas)
- ソフォクリース・スコーツァニーティス (Sofoklis Schortsianitis)
- ディミトリオス・ディアマンティディス (Dimitrios Diamantidis)
- ニック・ガリス (Nick Galis)

#### クロアチア
- クレシミール・チョシッチ (Krešimir Ćosić)
- ザン・タバック (Žan Tabak)
- ディノ・ラジャ (Dino Rađa)
- トニー・クーコッチ (Toni Kukoč)
- ドラジェン・ペトロヴィッチ (Dražen Petrović)
- ダリオ・サリッチ (Dario Šarić)
- イビツァ・ズバッツ (Ivica Zubac)
- ボヤン・ボグダノヴィッチ (Bojan Bogdanović)
- マリオ・ヘゾニャ (Mario Hezonja)

#### コソボ
- Ilir Selmani（英語版）
- Besim Tafilaj（英語版）

#### サンマリノ
- フェデリコ・タッシナーリ（Federico Tassinari）

#### スペイン
- サンティ・アルダマ (Santi Aldama)
- ホセ・カルデロン (José Calderón)
- フアン・カルロス・ナバーロ (Juan Carlos Navarro)
- アルバ・トーレンス (Alba Torrens)
- アレックス・ムンブル (Alex Mumbrú)
- カルロス・カベサス (Carlos Cabezas)
- カルロス・ヒメネス (Carlos Jiménez)
- セルヒオ・リュル（Sergio Llull）
- セルヒオ・ロドリゲス (Sergio Rodriguez)
- パウ・ガソル (Pau Gasol)
- フェリペ・レジェス (Felipe Reyes)
- ベルニ・ロドリゲス (Berni Rodríguez)
- ホルヘ・ガルバホサ (Jorge Garbajosa)
- マルク・ガソル (Marc Gasol)
- フアン・ヌニェス (Juan Núñez)
- マルタ・シャルガイ (Marta Xargay)
- ラウル・ロペス (Raul Lopez)
- リッキー・ルビオ (Ricky Rubio)
- ルディ・フェルナンデス　(Rudy Fernández)
- セバスチャン・サイズ (Sebastián Saiz)

#### スロベニア
- サーシャ・ヴヤシッチ (Sasha Vujačić)
- ベイノ・ウードリック (Beno Udrih)
- ブラッコ・チャンチャー (Vlatko Čančar)
- ゴラン・ドラギッチ (Goran Dragić)
- ルカ・ドンチッチ (Luka Dončić)
- ボスジャン・ナックバー (Boštjan Nachbar)
- プリモ・ブレシェック (Primoz Brezec)
- エミール・プレルドジッチ (Emir Preldžič)

#### セルビア
- アナ・ダボヴィッチ (Ana Dabović)
- アレクサンダル・パブロビッチ (Aleksandar Pavlović)
- ダーコ・ミリチッチ (Darko Miličić)
- デヤン・ボディロガ (Dejan Bodiroga)
- ネナド・クリスティッチ (Nenad Krstić)
- ペジャ・ストヤコヴィッチ (Pedja Stojaković)
- ウラジミール・ラドマノヴィッチ (Vladimir Radmanović)
- プレドラグ・ダニロビッチ (Predrag Danilovic)
- ソニア・ペトロヴィッチ (Sonja Petrović)
- ボバン・マリヤノヴィッチ (Boban Marjanović)
- マルコ・ヤリッチ (Marko Jarić)
- ニコラ・ヨキッチ (Nikola Jokić)
- ニコラ・ヨビッチ (Nikola Jović)
- ニコラ・トピッチ (Nikola Topić)
- ニコラ・ジュリシッチ (Nikola Đurišić)

#### ボスニア・ヘルツェゴビナ
- エディン・ヴァヴシッチ（Edin Bavčić）
- ネドサド・シナノビッチ（Nedžad Sinanović）
- ユスフ・ヌルキッチ（Jusuf Nurkić）

#### ポルトガル
- ニーミアス・クエタ (Neemias Queta)
- ティチャ・ペニチェイロ (Ticha Penicheiro)

#### マケドニア
- Pero Antić（英語版）
- Mihajlo Arsoski（英語版）

#### モンテネグロ
- スラヴコ・ヴラネス（Slavko Vraneš）
- ニコラ・ブーチェビッチ（Nikola Vučević）
- ムラデン・セクララッチ（Mladen Šekularac）

### その他

#### イスラエル
- デニ・アヴディア (Deni Avdija)
- オムリ・カスピ (Omri Casspi)
- ミキ・ベルコビッチ (Miki Berkovich)

#### トルコ
- スルタン・キョセン （Sultan Kösen)
- ヒド・ターコルー (Hedo Türkoğlu)
- エロージャン・チンコ (Erolcan Çinko)
- ミルサド・トゥルクジャン (Mirsad Türkcan)
- メメット・オカー (Mehmet Okur)
- エネス・カンター（Enes Kanter）
- フルカン・アルデミル（Furkan Aldemir）
- フルカン・コルクマズ (Furkan Korkmaz)
- アルペラン・シェングン（Alperen Şengün）
- オメール・ユルトセブン（Ömer Yurtseven）
- アデム・ボナ (Adem Bona)

## アフリカ (FIBAアフリカ)

### 北アフリカ

#### アルジェリア
- Samy Ameziane（英語版）
- Ali Bouziane（英語版）

#### エジプト
- Alaa Abdelnaby（英語版）
- Mohamed Adly（英語版）

#### リビア
- スレイマン・アリ・ナシュヌシュ （Suleiman Ali Nashnush)

#### モロッコ
- Yunss Akinocho（英語版）
- Mohamad Hachad（英語版）

#### スーダン
- マヌート・ボル (Manute Bol)

#### チュニジア
- Makrem Ben Romdhane（英語版）
- Hamdi Braa（英語版）

### 西アフリカ

#### ガーナ
- Amida Brimah（英語版）
- Jeff Danchie（英語版）

#### カーボベルデ
- Carlos Andrade（英語版）
- Tony Barros（英語版）
- エディ・タバレス (Edy Tavares)

#### ギニア
- Alfa Diallo（英語版）

#### コートジボワール
- モハメッド・ウオーニー (Mohamed Woni)

#### シエラレオネ
- アルファ・バングラ

#### セネガル
- ゴーギー・ジェン (Gorgui Dieng)
- サガナ・ジョップ (DeSagana Diop)
- サエル・セネ (Mouhamed Sene)
- シラ・ソハナ・ファトー・ジャ（Sylla Sokhana Fatou Dia）
- ポップ・ソウ (Pape Sow)
- バイ・クンバ・ディヤサン (Mbaye Coumba Ndiassane)
- マイモウナ・ディアッラ (Maimouna Diarra)
- ドンゴ・ヌジャイ (Ndongo N’diaye)
- ディアン・ティエルノ・セイデゥ・ヌロ （Diagne Thierno Seydou Nouro)
- タッコ・フォール (Tacko Fall)
- ロー・ヤシン (Lo Yacine)

#### ナイジェリア
- アキーム・オラジュワン (Hakeem Olajuwon)
- イーメイ・ウドカ (Ime Udoka)
- マイケル・オロウォカンディ (Michael Olowokandi)
- イゾジェ・ウチェ（Izoje Uche)
- オルミデ・オイデジ (Olumide Oyedeji)
- ジョシュア・ンフォンノボン・テミトペ (Joshua Mfonobong Temitope)
- チメジー・メトゥ (Chimezie Metu)
- ウドカ・アズブキ (Udoka Azubuike)

#### ブルキナファソ
- Aristide Sawadogo（英語版）
- Franck Traore（英語版）

#### ベナン
- Mouphtaou Yarou（英語版）

#### マリ
- スマイラ・サマキ (Soumaila Samake)
- ウスマン・シセ (Ousmane Cisse)

#### リベリア
- Matee Ajavon（英語版）
- Othello Hunter（英語版）

### 中部アフリカ

#### カメルーン
- ルーベン・ブーンチェ・ブーンチェ (Ruben Boumtje-Boumtje)
- ルック・バ・ア・ムーティ (Luc Mbah a Moute)
- ジョエル・エンビード (Joel Embiid)
- パスカル・シアカム (Pascal Siakam)
- イブ・ミッシ (Yves Missi)

#### ガボン
- ステファン・ラズミ (Stephane Lasme)

#### コンゴ共和国
- サージ・イバーカ (Serge Ibaka)

#### コンゴ民主共和国
- クリスチャン・アイエンガ(Christian Eyenga)
- ディケンベ・ムトンボ (Dikembe Mutombo)

#### 中央アフリカ
- ロメイン・サト (Romain Sato)

#### ルワンダ
- Kenny Gasana（英語版）
- Ellis Kayijuka（英語版）

### 東アフリカ

#### ウガンダ
- スタンリー・オシティ (Stanley Ocitti)

#### エリトリア
- Thomas Kelati（英語版）

#### ケニア
- Ishmael Awange（英語版）
- Donald Odanga（英語版）

#### ソマリア
- Faisal Aden（英語版）
- Omar Mohamed Omar（英語版）

#### タンザニア
- ハシーム・サビート (Hasheem Thabeet)

#### 南スーダン
- Ajou Deng（英語版）
- ウィニエン・ガブリエル（Wenyen Gabriel）

### 南部アフリカ

#### アンゴラ
- Filipe Abraão（英語版）
- Mayzer Alexandre（英語版）
- ブルーノ・フェルナンド（Bruno Fernando）

#### 南アフリカ共和国
- Roger De Sá（英語版）
- Quintin Denyssen（英語版）

#### モザンビーク
- Samir Adam（英語版）
- Leia Dongue（英語版）